# Kommers

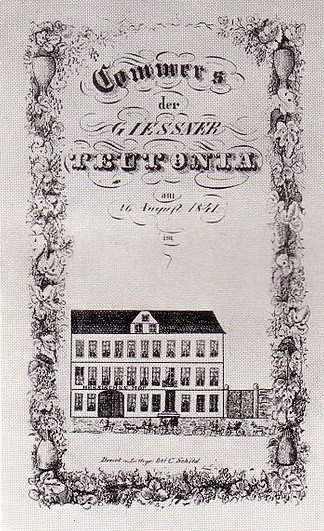
Kommersheft Teutonia Gießen, 1841

Ein Kommers (lat. commercium „Verkehr“, früher auch Commers) ist eine hochoffizielle Feier, die vor allem bei Studentenverbindungen abgehalten wird.

## Ablauf
Der Kommers ist aus besonderem Anlass abgehaltener abendlicher Umtrunk in feierlichem Rahmen und speziell bei Studenten die festliche und repräsentative Form der studentischen Kneipe. Kommerse finden typischerweise anlässlich von Stiftungsfesten, Stadt- oder Universitätsjubiläen statt. Im Gegensatz zur Kneipe, die sich in Offizium und Inoffizium aufteilt, teilt sich der Kommers in Hochoffizium und Offizium auf oder wird am Stück hochoffiziell begangen. Der Kommers trägt einen sehr viel ernsteren Charakter als die Kneipe. An der Kommerstafel werden zumeist nur Lieder gesungen, die dem Anlass entsprechen, klassische Trinklieder werden nicht aufgenommen.
Eine wichtige Rolle spielt die Festrede, die möglichst von einer hochgestellten Persönlichkeit gehalten wird. Früher wurde diese Rede die Prinzipienrede genannt. Bei vielen Studentenverbindungen ist es üblich, dass die Chargierten ebenfalls das Wort ergreifen. Im Wingolfsbund zum Beispiel ist der Senior dazu verpflichtet, eine Wingolfspauke zu halten, der Fuxmajor hält eine Universitäts- oder Vaterlandspauke, der Kneipwart eine Philisterpauke. Vor dem Kommers findet bei Wingolfsverbindungen die Ernste Feier statt.
Um das Singen der Studentenlieder – gesammelt in so genannten Kommersbüchern – zu erleichtern, wird zur Unterstützung oftmals eine kleine Musikkapelle eingesetzt, ersatzweise ein Pianist (studspr. Bierorgel). Bei besonders wichtigen Kommersen, zum Beispiel aus Anlass eines „großen“ Stiftungsfestes, findet oft im Anschluss ein „feierlicher Landesvater“ statt.

## Geschichte

Kommers zu Ehren von OB Arnold

Noch zum Ende des 18. Jahrhunderts war Kommers ein Ausdruck für das zwanglose abendliche Trinken, Essen und Rauchen der Studenten im Kreise ihrer Freunde in öffentlichen Lokalen. Im Laufe des 19. Jahrhunderts erfuhr der Kommers wie auch die Kneipe als Veranstaltung von Studentenverbindungen eine zunehmende Formalisierung.

## Besondere Formen

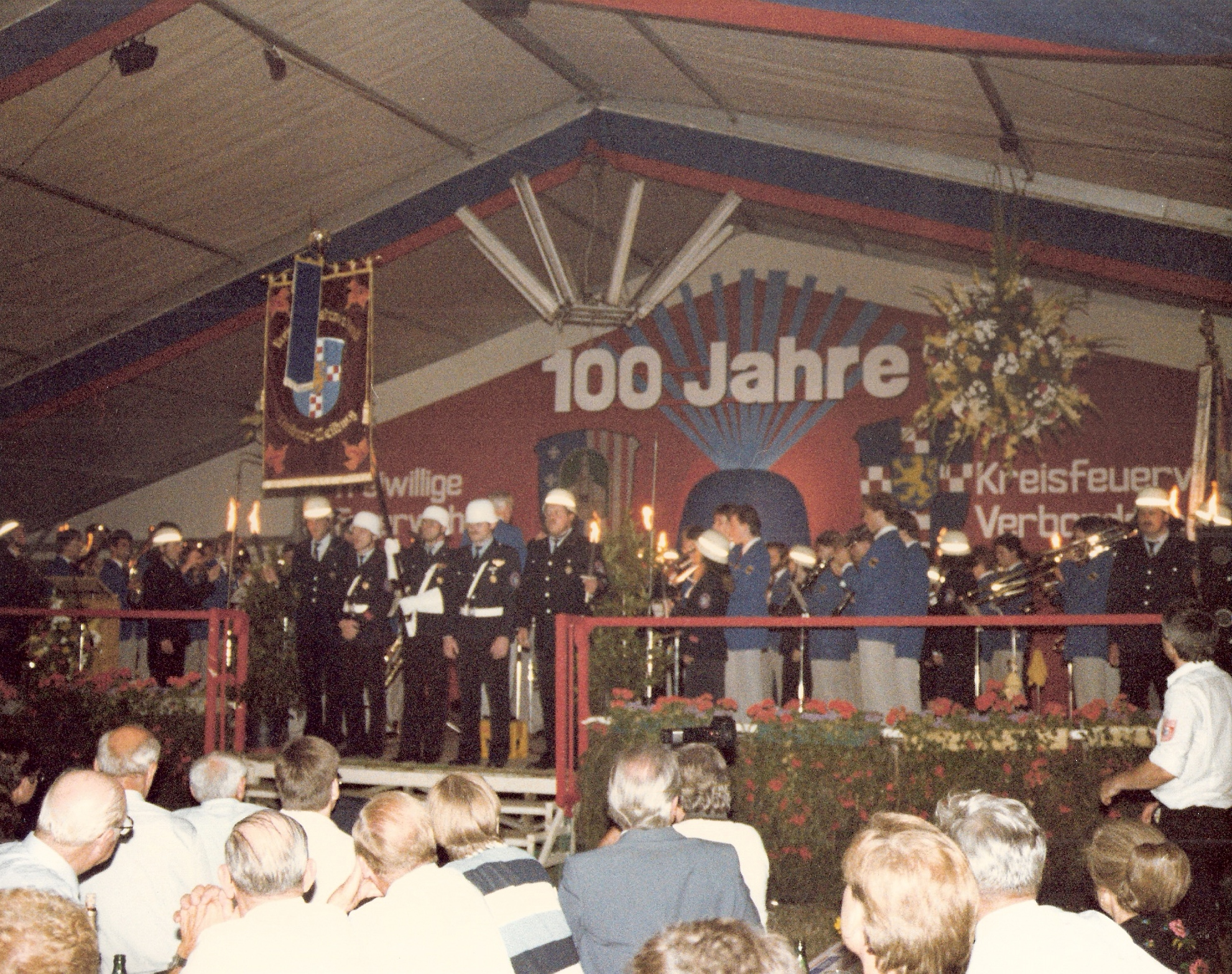
Festkommers bei einem Jubiläumsfest im Landkreis Limburg-Weilburg (Hessen)

Bei besonders festlichen Kommersen chargieren neben der gastgebenden Verbindung üblicherweise auch befreundete Verbindungen im Präsidium. Die Corpsstudenten feierten ihre größten Kommerse in Berlin und in Bonn.
Der Baltische Philisterverband organisiert jedes Jahr mit estnischen, lettischen und polnischen Studentenverbindungen gemeinsam den gesamtbaltischen Völkerkommers, der als völkerverbindendes Fest abwechselnd in Estland, Lettland, Polen und Deutschland abgehalten wird.
Beim Trauerkommers findet die Feier zu Ehren eines Verstorbenen statt. Geschichtliche Bedeutung hat der Trauerkommers für Richard Wagner in Wien.
Ebenfalls als Kommers bezeichnet wird die Eröffnungsveranstaltung eines Schützenfestes („Festkommers“). Kommerse sind auch bekannt bei Jubiläumsveranstaltungen von Freiwilligen Feuerwehren, Turnvereinen und Musikvereinen sowie bei Abiturfeierlichkeiten.